# Yuriko Kuronuma
Yuriko Kuronuma (黒沼 ユリ子, Kuronuma Yuriko), née le 4 juin 1940 à Tokyo, est une violoniste japonaise.
Elle commence à apprendre à jouer du violon à l'âge de 8 ans et remporte en 1956 le premier prix et un prix spécial du « Concours de musique du Japon », un des plus prestigieux concours de musique au Japon. Après cela, elle étudie à l'Académie des arts musicaux de Prague en République tchèque. Elle est lauréate du Prix de la Fondation du Japon en 1992.

## Source de la traduction
- (en) Cet article est partiellement ou en totalité issu de l’article de Wikipédia en anglais intitulé « Yuriko Kuronuma » (voir la liste des auteurs).
- Notices d'autorité :   - VIAF
  - ISNI
  - BnF (données)
  - LCCN
  - Japon
  - Pologne
  - Tchéquie
  - WorldCat